# Alness
Alness (gaélique écossais: Alanais) est une ville écossaise de l'ancien comté de Ross et Cromarty dans la région de Highland. Elle est située à proximité de l'estuaire de Cromarty, à quatre kilomètres en amont de la ville de Invergordon. Sa population atteint les 5 310 habitants (2011).
Géographiquement la ville est divisée en deux paroisses séparées par la rivière Averon : Alness à l'ouest et Rosskeen à l'est.
En Septembre 1715, eut lieu à proximité un accrochage entre les troupes jacobites et les troupes gouvernementales dans le cadre du soulèvement jacobite.  

## Source
- (en) Cet article est partiellement ou en totalité issu de l’article de Wikipédia en anglais intitulé « Alness » (voir la liste des auteurs).